# توماش واودوخ
توماش وویچیخ واودوخ (انگلیسی: Tomasz Wojciech Wałdoch؛ زادهٔ ۱۰ مهٔ ۱۹۷۱) یک بازیکن فوتبال اهل لهستان است.
وی همچنین در تیم ملی فوتبال لهستان بازی کرده‌است.